# Кочкаев, Кирилл Сергеевич
Кири́лл Серге́евич Кочка́ев (10 июня 1984) — российский футболист, нападающий.

## Биография
Воспитанник Забайкальской школы футбола. С 2000 по 2004 годы выступал за читинский «Локомотив». В 2005 году поиграл за «Чкаловец» из Новосибирска. Следующий сезон начинал уже в Казахстане, где играл три года за три разные коллектива, а за «Астану» даже сыграл в Лиге чемпионов.
Летом 2008 года вернулся в «Читу». 2009 год провёл в составе учалинского «Горняка». На Кубке Иртыша 2010 он стал лучшим нападающим. Зимой 2010 года вернулся в Читу.
В 2005 году вызывался в стан олимпийской сборной России.

## Достижения
«Алма-Ата»
- Обладатель Кубка Казахстана: 2006

«Чита»
- Победитель зоны «Восток» Второго дивизиона России: 2008